# Префектура Ехіме
Префекту́ра Ехіме́ (яп. 愛媛県, えひめけん, МФА: [eçime keɴ]?) — префектура в Японії, в регіоні Шікоку.  Розташована в північно-західній частині острова Шікоку, на березі Внутрішнього Японського моря, в Західній Японії. Адміністративний центр префектури — Мацуяма. Межує з префектурами Каґава, Токушіма, Хірошіма, а також Ямаґуті, Ойта й Окаяма по морю. Заснована 1871 року на основі провінції Ійо. Площа становить 5678,18 км². Станом на 1 липня 2012 року в префектурі мешкало 1 416 086 осіб. Густота населення складала 249 осіб/км². Основою економіки є суднобудування, хімічна та текстильна промисловість, виробництво штучних перлів. Часто називається «мандариновим королівством» через найвищі врожаї цього виду цитрусових в країні. На території префектури розташовані численні гірські замки та острівні бази японських середньовічних піратів, а також святилище Оямасумі, що віками вважалося головною військовою святинею Західної Японії. Славиться гарячими і лікувальними ваннами на термальних водах. Серед них найстарішими є ванни Доґо, які неодноразово відвідували імператори та японські високопосадовці.

## Географія

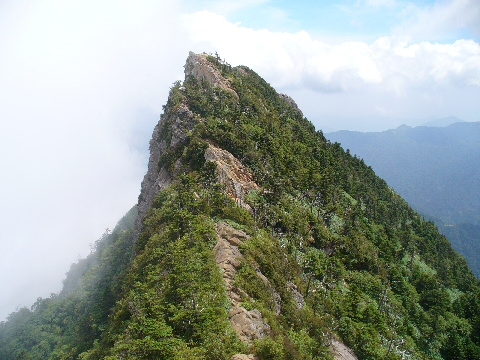
Найвищий пік Західної Японії — гора Ішідзуті.

Префектура Ехіме розташована у північно-західній частині острова Шікоку. Суходолом вона межує на сході з префектурами Токушіма і Каґава, а на півдні — з префектурою Коті. Північ Ехіме омивається водами Внутрішнього Японського моря, а схід — водами моря Ува, складової частини Тихого океану. Обидва моря розділені півостровом Садамісакі та протокою Бунґо. Цими морями проходять кордони Ехіме з префектурами Ойта, Ямаґуті та Хірошіма.
Площа префектури Ехіме становить близько 5677,55 км². За цією величиною вона посідає 26-те місце в Японії серед інших префектур.
Традиційно Ехіме поділяють на три регіони: Південне Ійо, Центральне Ійо, Східне Ійо. Центральними населеними пунктами першого є Одзу й Учіко, другого — Мацуяма й Ійо, третього — Імабарі та Сайдзьо.
Рельєф префектури Ехіме гористий. Основними гірськими масивами є гори Шікоку та гори Ішідзучі. Найвища точка префектури й водночас найвищий пік Західної Японії — гора Ішідзучі (1982 м). У прибережних районах лежать невеликі рівнини Доґо, Додзен, Імабарі та Ніїхама, а глибоко в горах — низини Ува та Одзу. Ними течуть неглибокі малі річки, найдовшою з яких є річка Шіґенобу.
Префектурі Ехіме належить деклька десятків островів Внутрішнього Японського моря Ува: острови Бойо, острови Ґейо та острови Куцуна. Найбільшими з них є Омі та Ошіма. Вони входять до Національного заповідника Внутрішнього Японського моря.
Клімат Ехіме вологий субтропічний. Середня найнижча температура повітря становить 5.3 °C, а найвища — 27 °C. Середня кількість опадів на рік становить 1300 мм. Для південно-східних районів префектури, що виходять до Тихого океану і перебувають під впливом течії Курошіо, характерна висока річна норма опадів і температура повітря.

## Історія

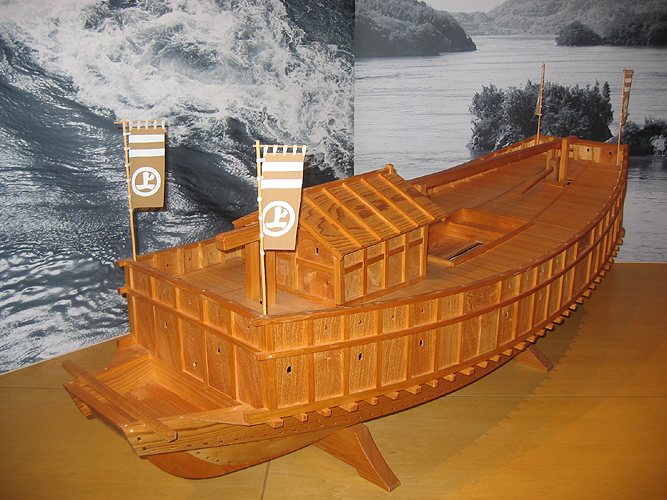
Макет бойового корабля японських «піратів» флотилії Муракамі, аналог європейської галери.

Первісні люди оселилися на території сучасної префектури Ехіме у пізньому палеоліті. Їхні нащадки були носіями культури шнурованої кераміки Джьомон, а з настанням нашої ери — поширювачами культури Яйой та рисівництва. Після входження земель Ехіме до складу молодої японської деражви Ямато у 4 столітті, з них була утворена адміністративна одиниця, провінція Ійо. Вона вважалася стратегічно важливою в акваторії Внутрішнього Японського моря, оскільки лежала на шляху з материкової Азії через острів Кюсю до столичного регіону Кінкі.
Перші писемні згадки про провінцію Ійо та Ехіме датуються 8 століттям. У японській хроніці «Кодзікі», в оповіданні про сотворіння Японії чоловічим та жіночим божествами, Ійо виступало іменем народженого між ними острова, сучасного Шікоку. Цей острів-божество мало чотири обличчя різних статей, одне з яких називалося Ехіме — «княжна кохання».
Через вигідне геополітичне положення провінції Ійо на шляху до столиці, у 10—11 століттях на її узбережжі та численних островах виникли об'єднання місцевої знаті. Завдяки посередництву та грабіжництву на шляху Внутрішнього Японського моря, ці об'єднання сформували ряд флотилій, що мали назву «піратських». Вони брали активну участь у всеяпонській війні родів Мінамото і Тайра 1180–1185 років, обороні Японії від монгольських загарбників 1274 і 1281 років, війнах північної і південної династій 1336–1392 років. У 16 столітті в часи міжусобиць місцеві піратські володарі продовжували грати на протистояннях сусідів, зміцнюючи свої позиції. Найвпливовіші з цих володарів, голови родів Муракамі й Коно, підтримували гегемона Західної Японії Морі Мотонарі, але у 1585 році були змушені підкоритися об'єднувачу країни, Тойотомі Хідейоші.

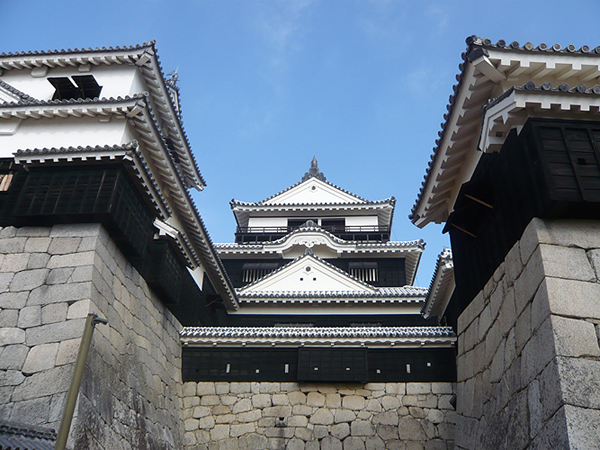
Замок Мацуяма на горі Кацу, найбільша гірська фортеця на всьому острові Шікоку.

Після битви при Секіґахара 1600 року і встановлення сьоґунату Токуґава провінція Ійо була поділена на 8 автономних володінь, ханів: Мацуяма-хан, Йошіда-хан, Імабарі-хан, Ніїя-хан, Одзу-хан, Сайдзьо-хан, Увадзіма-хан і Комацу-хан. Перший, найбільший з них, дістався герою Корейської війни Като Йошіакірі. Він заклав великий гірський замок Мацуяма і призамкове містечко, на базі якого виникло сучасне місто Мацуяма, префектурний центр Ехіме.
У результаті реставрації прямого Імператорського правління в 1868 році та адміністративної реформи 1871 року, усі хани були об'єднані у дві префектури — Ішідзучі та Каміяма. У 1873 році вони злилися в нову адміністративну одиницю — префектуру Ехіме з центром в Мацуямі. З 1876 роки в її складі перебувала сучасна префектура Каґава, яка виокремилася в 1888 році.
Протягом існування Японської імперії Ехіме відігравала роль важливого військово-промислового осередку. На її узбережжі розміщувалися заводи важкої промисловості та кораблебудування, а в головному місті префектури, Мацуямі, був аеродром ВПС Імперського флоту Японії. Після Другої світової війни господарство префектури було демілітаризоване. Завдяки тому, що Ехіме не сильно постраждала від бомбардувань і зберегла більшу частину своїх культурних надбань, важливою галуззю її повоєнної економіки став туризм.

## Транспорт
- Аеропорт Мацуяма (Мацуяма)